# Al-Birajn
Al-Birajn (arab. البئرين) – wieś w Syrii, w muhafazie Aleppo, w dystrykcie Afrin. W 2004 roku liczyła 311 mieszkańców.